# Finale de la Coupe d'Europe des vainqueurs de coupe 1966-1967
La finale de la Coupe d'Europe des vainqueurs de coupe 1966-1967 est la 7e finale de la Coupe d'Europe des vainqueurs de coupe, organisée par l'UEFA. Ce match de football a lieu le 31 mai 1967 au Städtisches Stadion de Nuremberg, en Allemagne de l'Ouest.
Elle oppose l'équipe allemande du Bayern Munich aux Écossais des Glasgow Rangers. Le match se termine par une victoire des Munichois sur le score de 1 but à 0 après prolongations, ce qui constitue leur premier sacre dans la compétition ainsi que leur premier titre européen.

## Parcours des finalistes
Note : dans les résultats ci-dessous, le score du finaliste est toujours donné en premier (D : domicile ; E : extérieur).
| Bayern Munich      | Bayern Munich | Bayern Munich | Bayern Munich |                     | Glasgow Rangers   | Glasgow Rangers | Glasgow Rangers | Glasgow Rangers |
| ------------------ | ------------- | ------------- | ------------- | ------------------- | ----------------- | --------------- | --------------- | --------------- |
| Adversaire         | Total         | Aller         | Retour        | Tour                | Adversaire        | Total           | Aller           | Retour          |
| Tatran Prešov      | 4 - 3         | 1 - 1 (E)     | 3 - 2 (D)     | Premier tour        | Glentoran FC      | 5 - 1           | 1 - 1 (E)       | 4 - 0 (D)       |
| Shamrock Rovers FC | 4 - 3         | 1 - 1 (E)     | 3 - 2 (D)     | Huitièmes de finale | Borussia Dortmund | 2 - 1           | 2 - 1 (D)       | 0 - 0 (E)       |
| Rapid Vienne       | 2 - 1         | 0 - 1 (E)     | 2 - 0 (D)     | Quarts de finale    | Real Saragosse    | 2 - 2a          | 2 - 0 (D)       | 0 - 2 ap (E)    |
| Standard de Liège  | 5 - 1         | 2 - 0 (D)     | 3 - 1 (E)     | Demi-finales        | Slavia Sofia      | 2 - 0           | 1 - 0 (E)       | 1 - 0 (D)       |

a : vainqueur décidé au tirage au sort.

## Match
| ·                |                      |  |
| Titulaires :     |                      |  |
|                  |                      |  |
| 1                | Sepp Maier           |  |
| 2                | Peter Kupferschmidt  |  |
| 3                | Werner Olk           |  |
| 4                | Franz Roth           |  |
| 5                | Franz Beckenbauer    |  |
| 6                | Hans Nowak           |  |
| 7                | Rudolf Nafziger (en) |  |
| 8                | Rainer Ohlhauser     |  |
| 9                | Gerd Müller          |  |
| 10               | Dieter Koulmann (en) |  |
| 11               | Dieter Brenninger    |  |
|                  |                      |  |
| Entraîneur :     |                      |  |
| Zlatko Čajkovski |                      |  |

| ·            |                    |  |
| Titulaires : |                    |  |
|              |                    |  |
| 1            | Norrie Martin (en) |  |
| 2            | Kai Johansen (en)  |  |
| 3            | David Provan       |  |
| 4            | Sandy Jardine      |  |
| 5            | Ronnie McKinnon    |  |
| 6            | John Greig         |  |
| 7            | Willie Henderson   |  |
| 8            | Dave Smith         |  |
| 9            | Roger Hynd (en)    |  |
| 10           | Alex Smith (en)    |  |
| 11           | Willie Johnston    |  |
|              |                    |  |
| Entraîneur : |                    |  |
| Scot Symon   |                    |  |

| ·                |                      |  |
| Titulaires :     |                      |  |
|                  |                      |  |
| 1                | Sepp Maier           |  |
| 2                | Peter Kupferschmidt  |  |
| 3                | Werner Olk           |  |
| 4                | Franz Roth           |  |
| 5                | Franz Beckenbauer    |  |
| 6                | Hans Nowak           |  |
| 7                | Rudolf Nafziger (en) |  |
| 8                | Rainer Ohlhauser     |  |
| 9                | Gerd Müller          |  |
| 10               | Dieter Koulmann (en) |  |
| 11               | Dieter Brenninger    |  |
|                  |                      |  |
| Entraîneur :     |                      |  |
| Zlatko Čajkovski |                      |  |

| ·            |                    |  |
| Titulaires : |                    |  |
|              |                    |  |
| 1            | Norrie Martin (en) |  |
| 2            | Kai Johansen (en)  |  |
| 3            | David Provan       |  |
| 4            | Sandy Jardine      |  |
| 5            | Ronnie McKinnon    |  |
| 6            | John Greig         |  |
| 7            | Willie Henderson   |  |
| 8            | Dave Smith         |  |
| 9            | Roger Hynd (en)    |  |
| 10           | Alex Smith (en)    |  |
| 11           | Willie Johnston    |  |
|              |                    |  |
| Entraîneur : |                    |  |
| Scot Symon   |                    |  |